# Поховані розсипи
Поховані розсипи (рос. погребенные россыпи, англ. buried placers; нім. verdeckte Seifen f pl) — розсипи, перекриті після свого формування молодшими осадовими або вулканогенними породами. Причини поховання розсипів різноманітні: диференційні переміщення блоків земної кори, зміни клімату, внутрішньодолинні перебудови гідромережі тощо. Розробляються поховані розсипи г.ч. підземним способом. Самостійне промислове значення мають алювіальні і морські поховані розсипи, інші генетичні типи (елювіальні, делювіальні) розробляються попутно.
Поховані розсипи вивчаються комплексними геологічними методами, зокрема, застосовується технологія структурно-термо-атмо-гідролого-геохімічних досліджень.